# Königlich hannoversches Landdragonerkorps

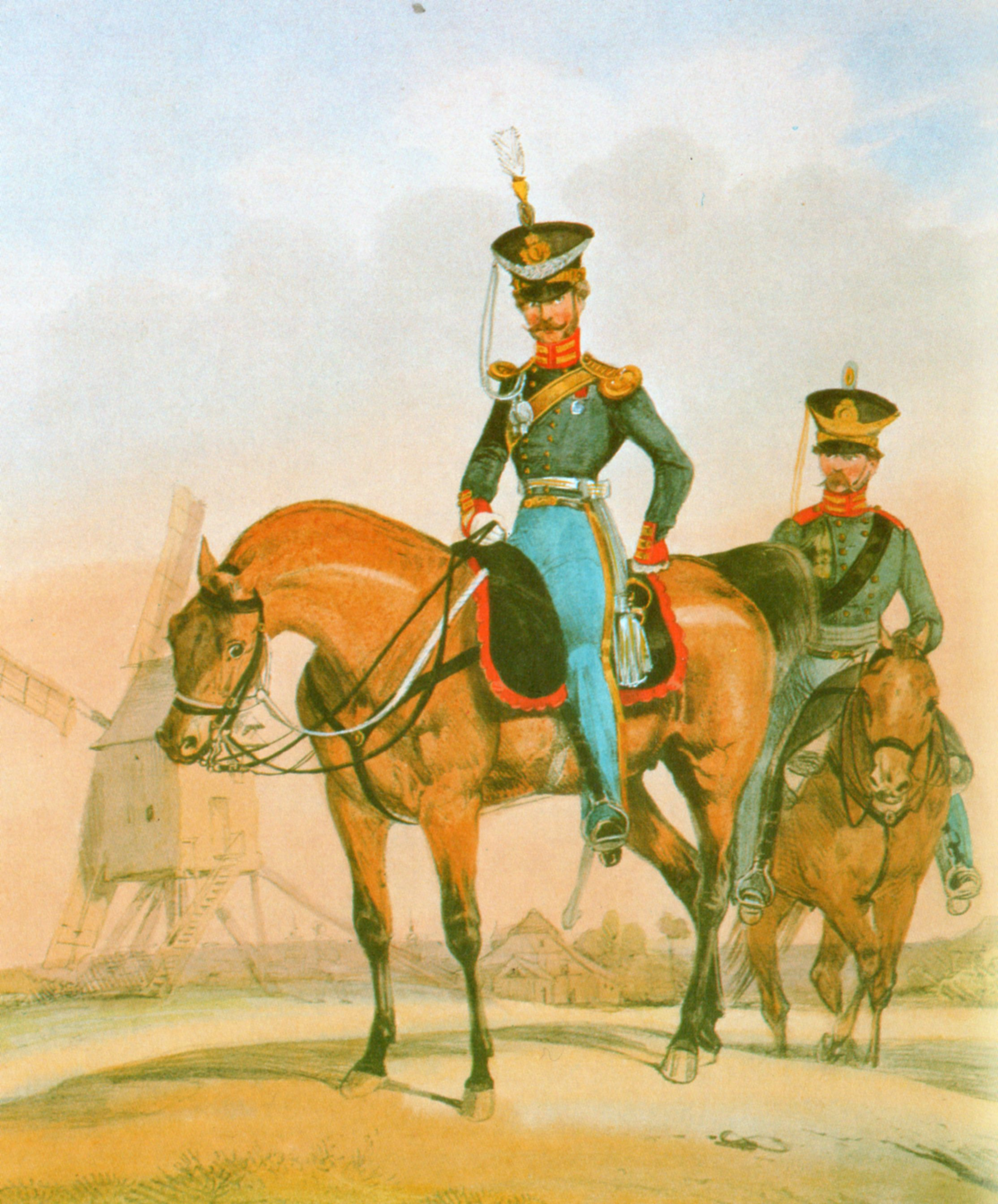
Kapitän (Hauptmann) und Gendarm der Königlich hannoverschen Landgendarmerie um 1840. Uniform nach Art der hannoverschen Artillerie.

Das Königlich hannoversche Landdragonerkorps, später Königlich hannoversches Landgendarmeriekorps, bildete von 1815 bis 1866 die Gendarmerie des Königreichs Hannover und war Teil der Hannoverschen Armee. Es diente 1816 als Muster für die Aufstellung des Herzoglich oldenburgischen Landdragonerkorps. Informell wurden die Landdragoner auch als Polizeidragoner bezeichnet. Wann die Umbenennung in Landgendarmerie erfolgte, ist unbekannt. Diese wurde 1866 im Zuge der Okkupation Hannovers durch das Königreich Preußen aufgelöst und durch die preußische Gendarmerie ersetzt. Das Landdragonerkorps war eine der ersten staatlichen Polizeien auf dem Gebiet des heutigen Bundeslandes Niedersachsen.

## Gründung
Die Gründung erfolgte aufgrund eines „Reglements, die Organisation und den Dienst der Land-Dragoner betreffend“ vom 25. April 1815, das von Prinzregent Georg erlassen worden war. Die Aufgabe des Korps war die Pflege der öffentlichen Sicherheit sowie der guten Policey zu handhaben. Es sollte vor allem die Ämter und lokalen Obrigkeiten unterstützen. Diese Aufgaben wurden auch durch das Reglement vom 30. August 1822 und die Verordnung vom 30. November 1858 nicht wesentlich verändert. Dienstlich unterstanden die Dragoner den Zivilbehörden, disziplinarisch den Militärbehörden.

## Organisation, Stärke, Uniformierung, Aufgaben
Das Korps bestand bei seiner Gründung 1815 aus einem Stab und drei Divisionen in Hannover, Celle und Nienburg/Weser, die wiederum in vier bis fünf Bezirke mit je drei bis sechs Sektionen gegliedert waren. Der Stab bestand aus
- einem Chef im Stabsoffizierrang,
- einem Adjutanten mit dem Rang eines Oberleutnants,
- einem Quartiermeister mit Offiziersrang,
- einem Stabswachtmeister.

Eine Division bestand aus einem Oberleutnant, einem Unterleutnant, zwei Wachtmeistern und einer Anzahl Sektionen zu Fuß oder zu Pferd. Die Sektion bestand durchschnittlich aus einem Unteroffizier und drei Landdragonern und entsprach damit einer Gendarmeriebrigade nach französischem Vorbild.
Das Personal rekrutierte sich vorzugsweise aus ehemaligen Militärangehörigen oder Militärs, die noch im Dienst angeworben wurden. Das Einstellungsalter lag zwischen 25 und 40 Jahren. Bei der Gründung des Korps bestand es aus 204 Gefreiten und Dragonern zu Pferde, vier Fußdragonern, 22 Unteroffizieren und zehn Offizieren. Die jährlichen Kosten beliefen sich auf 70.000 Taler.
Die Unterbringung der Sektionen sollte nach Möglichkeit kaserniert erfolgen, wobei unter Kasernierung die geschlossene Einmietung in Bürgerhäuser verstanden wurde. Einquartierungen in Wirtshäusern waren nur im Notfall und auf Dienstreisen vorgesehen.
1858 war das Landgendarmeriekorps nicht mehr in drei Divisionen, sondern sieben Distrikte gegliedert. Die Personalstärke betrug jetzt:
- ein Kommandeur im Generalsrang bzw. Stabsoffiziersrang
- neun Offiziere
- ein Stabswachtmeister
- 25 Oberwachtmeister
- 75 Wachtmeister
- 315 Gendarmen, davon 125 beritten

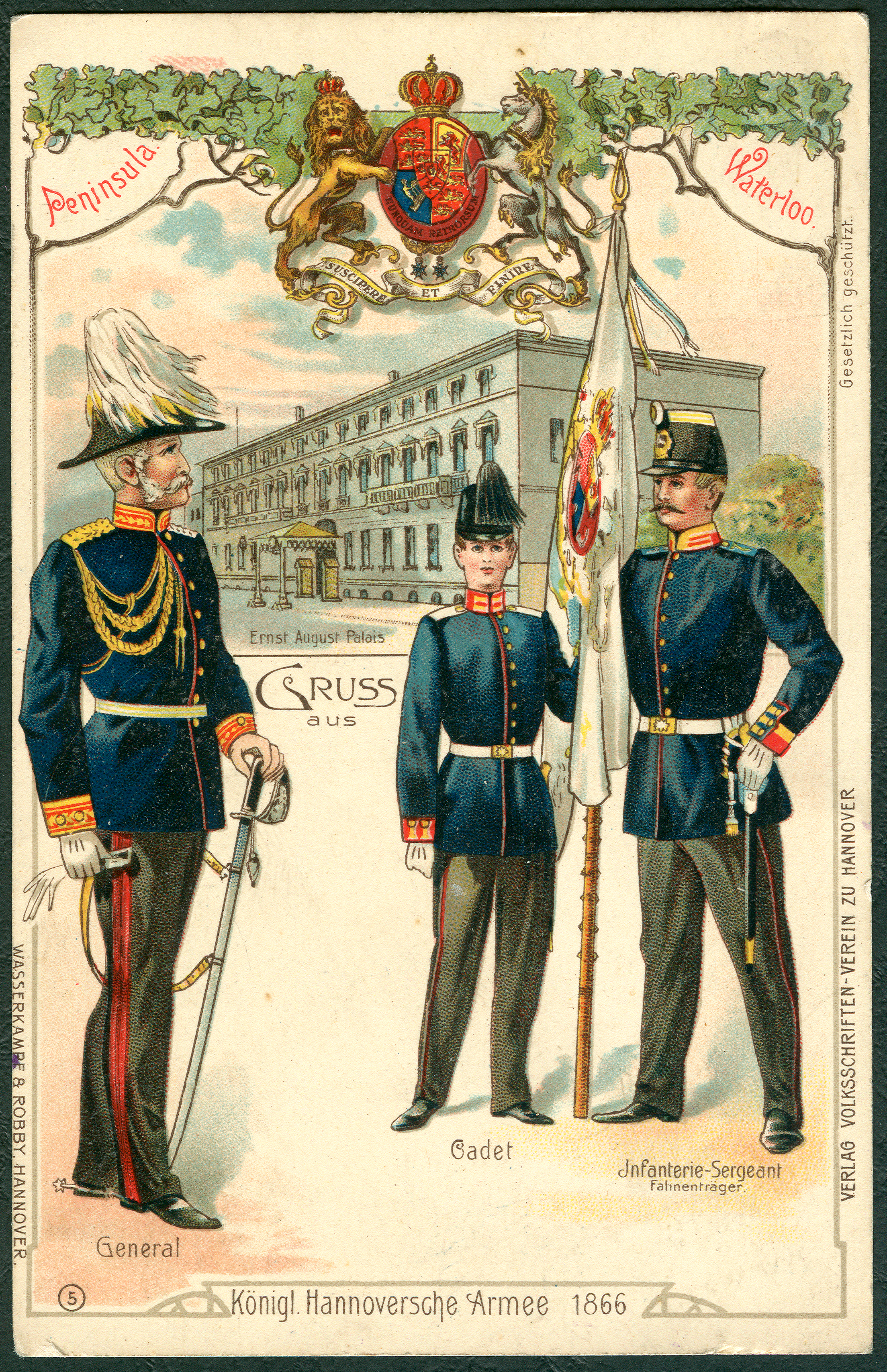
Königl. Hannoversche Armee 1866 (Verlag Volksschriften-Verein zu Hannover) 05 Bildseite Ernst August Palais Uniformen General Cadet Infanterie-Sergeant Fahnenträger, Lithographie Wasserkampf & Robby

Über die frühe Uniformierung ist nichts bekannt. Möglicherweise trugen die Landdragoner bis zur Armeereform 1833 analog zur hannoverschen Armee rote Uniformröcke. Nach einer von Richard Knötel gezeichneten Uniformtafel der Landgendarmerie (Stand 1865) bestand die Uniform aus einem blauen Rock, einer grauen Hose und einem vermutlich (wie bei der Armee) 1859 eingeführten Käppi nach österreichischem Muster.
Hauptaufgabe der Landdragoner war die Unterstützung der unteren Polizeibehörden, des Zolls, der Finanzverwaltung, der Jagd- und Forstbediensteten, der Wegegeldeinnehmer und der Gerichtsboten. Im Notfall konnten mehrere Sektionen zusammengezogen werden. War eine Sektion an einem Standort untergebracht, unterstand sie dem Militärkommandanten der örtlichen Garnison. Bei größeren Einsätzen wie Unruhen oder der Verfolgung von Verbrechern waren die örtlichen Truppen angehalten, die Landdragoner zu unterstützen. Gemischte Verbände unterstanden dann dem nach dem Patent ältesten Offizier. Stand kein Militär zur Unterstützung zur Verfügung, waren die Lokalbehörden angehalten, die Dragoner zu unterstützen.
Weitere Aufgaben waren die Patrouille der Heerstraßen und Ortschaften, Verfolgung von Straftätern, Festnahme von Deserteuren und fremden Werbern (für ausländischen Militärdienst), die Überwachung von Vagabunden, Fremden und Bettlern, der Transport von Gefangenen, die Polizeiaufsicht auf Märkten und Messen und im Bedarfsfall die Begleitung von öffentlichen Geldtransporten, Schießpulvertransporten, der Briefpost und Postwagen.
Verhaftungen durften die Dragoner nur bei Betreffen auf frischer Tat oder per Haftbefehl vornehmen. Unnötige Strenge war ein Vergehen. Eine schlechte Behandlung der Festgenommenen war ausdrücklich untersagt.

## Die Königsgendarmen
Hierbei handelte es sich um die Eskorte und Leibwache des Königs in Stärke von gut 12 Gendarmen. Sie trugen um 1843 eine Husarenuniform mit blauer Attila, grauen Hosen und rotem Tschako. Die Königsgendarmen, auch Leibgendarmen genannt, waren ursprünglich Teil der Armee, bildeten jedoch 1858 zusammen mit den Landgendarmen das Landgendarmeriekorps. 1866 war der normale Dienstrock wieder von roter Farbe.